# Gouvernement Majko II
 (janvier 2023).
Si vous disposez d'ouvrages ou d'articles de référence ou si vous connaissez des sites web de qualité traitant du thème abordé ici, merci de compléter l'article en donnant les références utiles à sa vérifiabilité et en les liant à la section « Notes et références ».
République d'Albanie
Meta II Nano IV
Le gouvernement Majko II (en albanais : Qeveria Majko (2)) est le gouvernement de la république d'Albanie entre le 22 février et le 31 juillet 2002, durant la Ve législature de l'Assemblée.

## Historique du mandat
Dirigé par l'ancien Premier ministre socialiste Pandeli Majko, ce gouvernement est constitué et soutenu par une coalition entre le Parti socialiste d'Albanie (PSSh), le Parti social-démocrate d'Albanie (PSD), le Parti agrarien d'Albanie (PASh) et le Parti de l'Union pour les droits de l'homme (PBDNJ). Ensemble, ils disposent de 83 députés sur 140, soit 59,3 % des sièges de l'Assemblée.
Il est formé à la suite de la démission d'Ilir Meta, au pouvoir depuis octobre 1999.
Il succède donc au gouvernement Meta II, constitué et soutenu par une coalition identique.

### Formation
Après que le PSSh a porté des accusations de corruption contre plusieurs membres du gouvernement, Ilir Meta annonce à la fin du mois de janvier 2002 qu'il remet sa démission. La direction du Parti socialiste désigne alors son ministre de la Défense et ancien chef du gouvernement, Pandeli Majko, pour prendre sa succession. Ce dernier défait ainsi la ministre du Commerce, Ermelinda Meksi, soutenue par Fatos Nano, le président du PSSh et lui aussi ancien Premier ministre.
Le nouveau cabinet est présenté à la fin du mois de février 2002, Majko ayant procédé à la reconduction de la majorité parlementaire sortante. 

### Succession
Le 25 juillet suivant, au lendemain de l'entrée en fonction du président de la République Alfred Moisiu, la direction du PSSh propose que Fatos Nano reprenne le poste de Premier ministre. Mis en minorité, Majko doit à son tour remettre sa démission. Le gouvernement Nano IV entre en fonction le 31 juillet.

## Composition
| Poste                                                              | Titulaire | Titulaire        | Parti |
| ------------------------------------------------------------------ | --------- | ---------------- | ----- |
| Premier ministre                                                   |           | Pandeli Majko    | PSSh  |
| Vice-Premier ministre Ministre du Travail et des Affaires sociales |           | Skënder Gjinushi | PSD   |
| Ministre des Affaires étrangères                                   |           | Arta Dade        | PSSh  |
| Ministre de l'Ordre public et de l'Intérieur                       |           | Stefan Ciba      | PSSh  |
| Ministre de la Défense                                             |           | Luan Rama        | PSSh  |
| Ministre de la Justice                                             |           | Spiro Peçi       | PBDNJ |
| Ministre des Affaires locales et de la Décentralisation            |           | Ethem Ruka       | PSSh  |
| Ministre des Finances                                              |           | Kastriot Islami  | PSSh  |
| Ministre des Travaux publics et du Tourisme                        |           | Fatmir Xhafa     | PSSh  |
| Ministre des Transports                                            |           | Maqo Lakrori     | PSSh  |
| Ministre de l'Éducation et de la Science                           |           | Luan Memushi     | PSSh  |
| Ministre de la Santé                                               |           | Mustafa Xhani    | PSSh  |
| Ministre de l'Économie et des Privatisations                       |           | Ermelinda Meksi  | PSSh  |
| Ministre de la Culture, de la Jeunesse et des Sports               |           | Agron Tato       | PSSh  |
| Ministre de l'Environnement                                        |           | Lufter Xhuveli   | PA    |
| Ministre de l'Agriculture et de l'Alimentation                     |           | Agron Duka       | Sans  |
| Ministre de l'Énergie et de l'Industrie                            |           | Viktor Doda      | PSSh  |
| Ministre pour l'Intégration européenne                             |           | Marko Bello      | PSSh  |
| Ministre sans portefeuille                                         |           | Ndre Legisi      | PSSh  |